# エドワード・シーモア (初代サマセット公)
初代サマセット公爵エドワード・シーモア（英語: Edward Seymour, 1st Duke of Somerset, KG, PC, 1506年頃 - 1552年1月22日）は、イングランドの政治家、廷臣、貴族。
妹のジェーンがヘンリー8世の3番目の王妃となってエドワード6世を儲けたことで栄進し、1547年のエドワード6世即位後には摂政・護国卿に就任するとともにサマセット公に叙せられた。しかし1549年にウォリック伯ジョン・ダドリーとの権力闘争に敗れて失脚し、1552年に大逆罪で処刑された。
サマセット公シーモア家の祖にあたる。

## 生涯

### 摂政就任まで
1506年頃、ウィルトシャーのジェントリのサー・ジョン・シーモアとマーガレット・ウェントワースの子として生まれた。父ジョンはヘンリー8世の寝室係侍従だったものの、一介の騎士に過ぎなかった。
妹のジェーンはヘンリー8世の最初の王妃キャサリン・オブ・アラゴンと2度目の王妃アン・ブーリンの女官だったが、このジェーンが王の目にとまり、1536年に3度目の王妃となり、翌1537年に王の唯一の嫡出の男子（エドワード6世）を産んだことで、シーモア家は栄達のきっかけをつかんだ。
ジェーンとヘンリー8世が正式に結婚したのを機としてエドワードは1536年6月5日にビーチャム子爵（Viscount Beauchamp）に叙せられ、宮廷につかえるようになった。ついで皇太子エドワード誕生を機として1537年10月18日にハートフォード伯爵（Earl of Hertford）に叙され、同年枢密顧問官に列した。
宮廷内ではカンタベリー大司教トマス・クランマーとともに改革派のプロテスタントとして活動した。
1542年から1543年まで海軍卿、1543年から1549年まで大侍従卿を務めた。外交使節としてたびたび外国にも訪問した。1544年から1545年にかけては北部総督（Lieutenant General in the North）を務め、スコットランド侵攻の指揮を執った。1546年には海外派遣軍の司令官に就任し、スコットランドやそれを支援するフランスと戦った。
1546年冬にヘンリー8世が病に伏せるようになると、第3代ノーフォーク公トマス・ハワードとの対立が表面化し、1546年12月にノーフォーク公を失脚させることに成功した。

### エドワード6世の摂政として

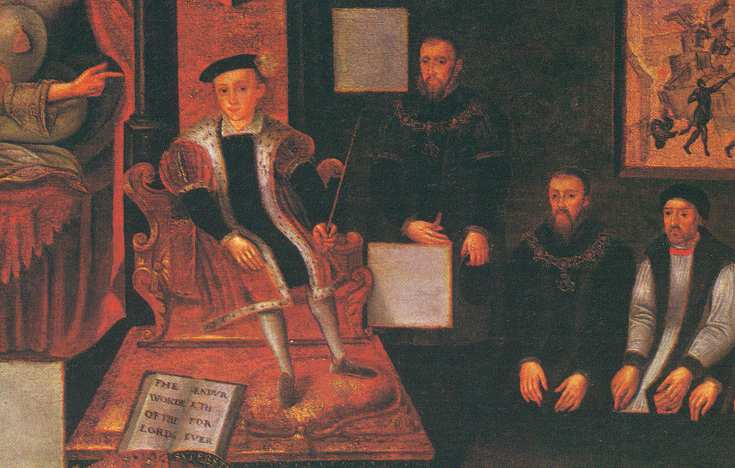
左からエドワード6世、サマセット公、サマセット公の弟トマス・シーモア、カンタベリー大主教トマス・クランマーを描いた絵画

ヘンリー8世は自分の崩御後、特定の人物が幼い息子エドワード6世を傀儡にすることを恐れていた。そのため遺言状では息子の成人まで統治は枢密院が行うとし、枢密院の決定には枢密顧問官過半数の賛成が必要と定めた。しかし1547年1月にヘンリー8世が崩御し、10歳のエドワード6世が即位するやハートフォード伯は真っ先に甥エドワード6世の身柄を抑え、枢密顧問官たちの支持を得て、その摂政となり、護国卿と大蔵卿に就任した。さらに1547年2月16日にはサマセット公（Duke of Somerset）に叙せられた。こうしてイングランド統治権は彼が握るところとなった。
外交ではスコットランド女王メアリーとエドワード6世の結婚計画を推し進めたが、スコットランドにそれを拒否されると1547年秋にも2万の兵をスコットランドに侵攻させ、ピンキー・クルーの戦いでスコットランド軍を撃破した。しかしスコットランドは要求に応じず、むしろより一層フランスとの結びつきを強め、1548年にはフランスがイングランドに宣戦布告してきた。フランス軍によるブローニュ＝シュル＝メール攻略を阻止することには成功したが、膨大な戦費がかかり、王領地の更なる売却と通貨悪鋳を余儀なくされた。
国内政治ではヘンリー8世時代末に後退したプロテスタントの復興を目指した。初代サウサンプトン伯爵トマス・リズリーらカトリックを枢密院から罷免し、親カトリック的な主教エドワード・ボナーやスティーブン・ガーディナーらを投獄した。また議会に働きかけて六信仰箇条法（statute of six articles）などプロテスタント迫害に利用されていた諸法の廃止を押し進めた。これによりイングランドは大陸からのプロテスタントの避難場所になり、彼らはこの後のプロテスタント化推進に寄与する。
さらに1549年には「礼拝統一法」を制定し、カンタベリー大司教クランマーの主導で作成された共通祈祷書をイングランド唯一の合法的礼拝様式と定めた。これは礼拝文を一つにまとめようという初の試みだった。その内容はかなりプロテスタント寄りだが、激しい宗教対立が発生しないよう一応カトリック的解釈も可能なようにぼやかしていた。しかし結局カトリックの反発が起こり、1549年6月にはイングランド西部でカトリックの反乱が勃発した。初代ラッセル男爵ジョン・ラッセルを指揮官とする鎮圧軍を派遣してこれを鎮圧した。

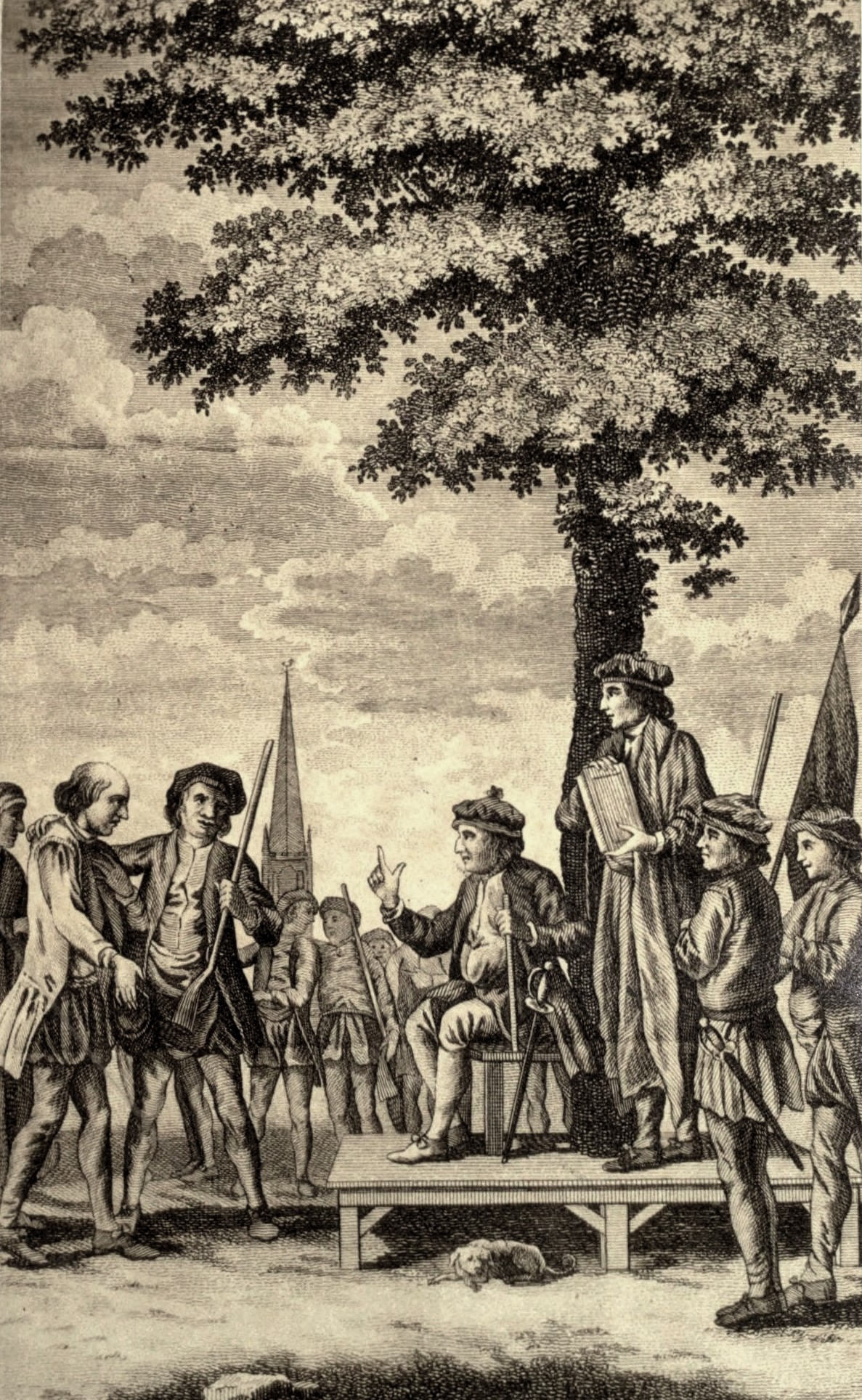
ケットの反乱を描いた版画

さらにこの1か月後にはイングランド東部で共有地の囲い込み（Enclosure）に反発する農民の反乱「ケットの反乱」が発生。サマセット公はこれまで農民の苦境に理解を示すことで国民人気を得ていたので、この反乱にも一定の理解を示し、そのため終始逡巡した。その間、枢密顧問官初代ウォリック伯ジョン・ダドリーが傭兵部隊を率いて出陣し、情け容赦なくこの反乱を鎮圧してロバート・ケットはじめ反乱指導者を処刑した。これ以降ウォリック伯はじめ枢密院メンバーはサマセット公の責任を追及するようになった。

### 失脚と処刑

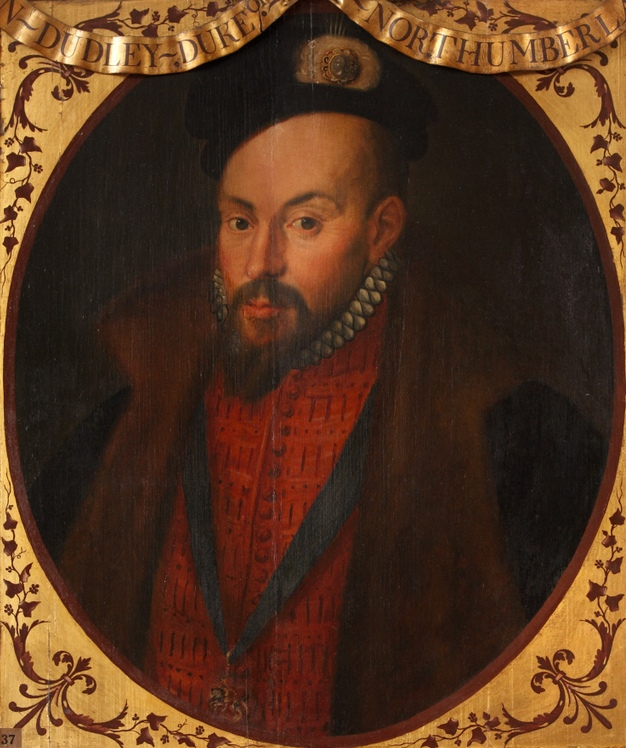
初代ウォリック伯ジョン・ダドリー(後の初代ノーサンバーランド公爵)

サマセット公が1549年7月のケットの反乱に理解を示したことは地主である貴族やジェントリの反発を招いていた。またこれに先立つ1549年3月には弟である初代シーモア男爵トマス・シーモアが「シーモア事件」（トマスがエドワード6世の異母姉エリザベス（後のエリザベス1世）との結婚を画策して王権に介入しようとした）で捕らえられ反逆罪で処刑される事件が発生していた。
権力奪取を狙うウォリック伯に付け込まれるようになり、ウォリック伯はサマセット公を枢密院で糾弾することを画策した。これを事前に察知したサマセット公は民衆に向けて布告を出し、国民を味方につけようとし、また西部から帰還中のラッセル卿の支持を得ようと手を回していたが、いずれも失敗に終わり、1549年10月12日に逮捕され、ロンドン塔に投獄された。
1550年初めに一時釈放されるが、その時には完全に権力を掌握していたノーサンバーランド公（ウォリック伯）により、1551年に再び逮捕された。捏造された罪状で裁判にかけられ、大逆罪で有罪となり、1552年1月22日に処刑された。
保有爵位は剥奪されたが、息子のエドワード・シーモアは1559年に父と同じ爵位ハートフォード伯爵を新規に叙されており、またその孫であるウィリアムは1660年にサマセット公位の復権を許され、第2代サマセット公となっている。

## 栄典

### 爵位
1536年6月5日に以下の爵位を新規に叙された。
- 初代ビーチャム子爵 (1st Viscount Beauchamp)
（勅許状によるイングランド貴族爵位。将来の嫡出男子に継承）

1537年10月18日に以下の爵位を新規に叙された。
- 初代ハートフォード伯 (1st Earl of Hertford)
（特許状によるイングランド貴族爵位。後妻アンとの間の嫡出男子に継承）

1547年2月15日に以下の爵位を新規に叙された。
- 初代サマセット公爵 (1st Duke of Somerset)
（勅許状によるイングランド貴族爵位。特別継承規定により継承順位は後妻アンとの間の男子、ついで先妻キャサリンとの間の男子）
- アッシュの初代シーモア男爵 (1st Baron Seymour of Hache)
（勅許状によるイングランド貴族爵位。特別継承規定により継承順位は後妻アンとの間の男子、ついで先妻キャサリンとの間の男子）

### 勲章
- 1541年、ガーター騎士団（勲章）ナイト（KG）[3]

## 家族
1527年頃にキャサリン・フィロルと結婚。彼女との間に以下の2子を儲けた。
- 第1子（長男）ジョン・シーモア（1527年 - 1552年）
- 第2子（次男）エドワード・シーモア（英語版）（1529年 - 1593年） - 8代以降サマセット公爵位は彼の子孫が継承。

しかし後にキャサリンは不貞を理由に離婚された。この件が爵位継承の上でキャサリンの2人の息子が後妻のアンの子に劣る原因となったと見られる。しかしエドワードの子孫は自分たちこそがシーモア家の嫡流という意識を強く持ち続けたという。そして1750年に至ってアンの男系男子が絶えたため、エドワードの昆孫にあたる第6代準男爵エドワードが第8代サマセット公爵位を継承することになる。
1535年頃にアン・スタンホープ（1510頃年 - 1587年）と再婚。彼女との間に以下の10子を儲けた。
- 第3子（三男）エドワード・シーモア（1537年 - 1539年） - 儀礼称号でビーチャム子爵
- 第4子（四男）エドワード・シーモア（1539年 - 1621年） - 初代ハートフォード伯爵。彼の孫ウィリアムが第2代サマセット公爵位に復権
- 第5子（長女）アン・シーモア（英語版）（1538年 - 1588年） - 初代ウォリック伯ジョン・ダドリー（英語版）、ついでエドワード・アントン（英語版）と結婚
- 第6子（五男）ヘンリー・シーモア（英語版）（1540年 - 1588年） - 海軍軍人
- 第7子（次女）マーガレット・シーモア（英語版）（1540年 - ?） - 作家
- 第8子（三女）ジェーン・シーモア（1541年 - 1561年） エリザベス女王の女官、作家。
- 第9子（四女）キャサリン・シーモア
- 第10子（六男）エドワード・シーモア（1548年 - 1574年）
- 第11子（五女）メアリー・シーモア（1552年 - ?） アンドリュー・ロジャー、ついでヘンリー・ペイトンと結婚
- 第12子（六女）エリザベス・シーモア（1552年 - 1602年） - リチャード・ナイトレイ（英語版）と結婚。